# قانون الانكسار

انكسار الضوء بين وسطين مختلفي معامل الانكسار.

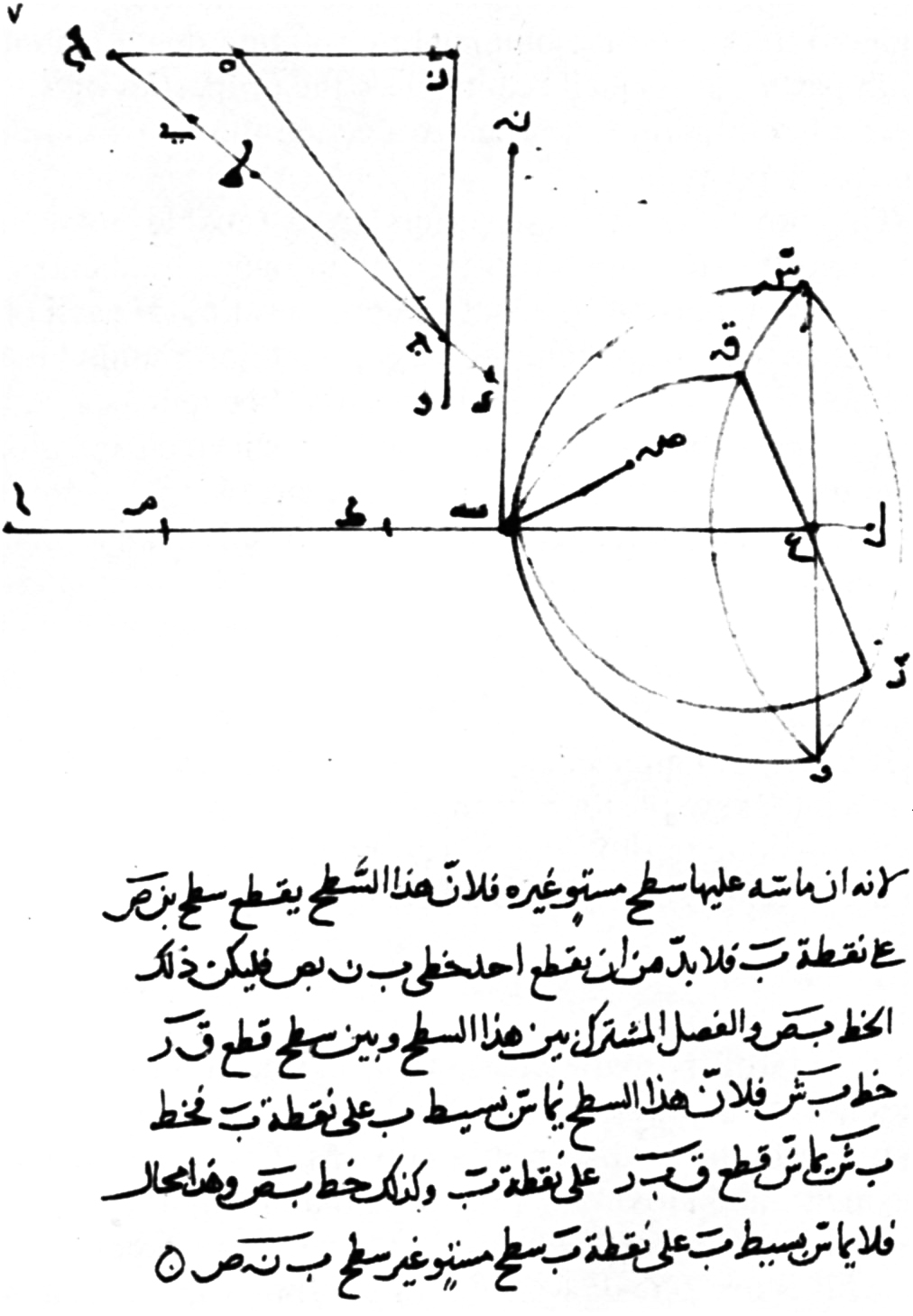
مخطوطة بخط ابن سهل تثبت أنه أول من اكتشف قانون الانكسار.

في البصريات والفيزياء، قانون الانكسار (بالإنجليزية:  law of refraction)‏، ويعرف أيضًا بقانون سنيل نسبة لويلبرورد سنيليوس وكذلك بقانون ديكارت عند الفرانكوفون نسبةً لرينيه ديكارت وأيضًا باسم قانون سنيل - ديكارت، هو صيغة رياضية تصف العلاقة ما بين زوايا السقوط والانكسار، عندما ينتقل الضوء أو غيره من الأمواج ما بين وسطين مختلفين، مثل الهواء والماء، ويعتبر ابن سهل هو أول من اكتشف قانون الانكسار.
يستخدم القانون في البصريات في عملية تتبع الشعاع حيث يستخدم في حساب زوايا السقوط أو الانكسار، وكذلك يستخدم في التجارب البصرية وفي علم الأحجار الكريمة لمعرفة قرينة الانكسار لمادة مخصصة
وقد سُمي هذا القانون باسم الفلكي والرياضي ويلبرورد سنيليوس وهو واحد من واضعي القانون، وينص قانون سنيل على أن النسبة بين جيوب زوايا السقوط أو الانكسار في وسطين تكون مساوية لنسبة السرعتين في الوسطين.

## صيغة القانون
صيغة القانون الرياضية هي:
{\displaystyle {\frac {\sin \theta _{1}}{\sin \theta _{2}}}={\frac {v_{1}}{v_{2}}}={\frac {n_{2}}{n_{1}}}}
أو
{\displaystyle n_{1}\sin \theta _{1}=n_{2}\sin \theta _{2}\ }
حيث:
- 01: زاوية سقوط الموجة من الوسط الأول إلى الوسط الثاني، 02: زاوية انكسار الموجة في الوسط الثاني.
- v1: سرعة الضوء في الوسط الأول، v2: سرعة الضوء في الوسط الثاني.
- n1: معامل الانكسار للوسط الأول، n2: معامل الانكسار للوسط الثاني.

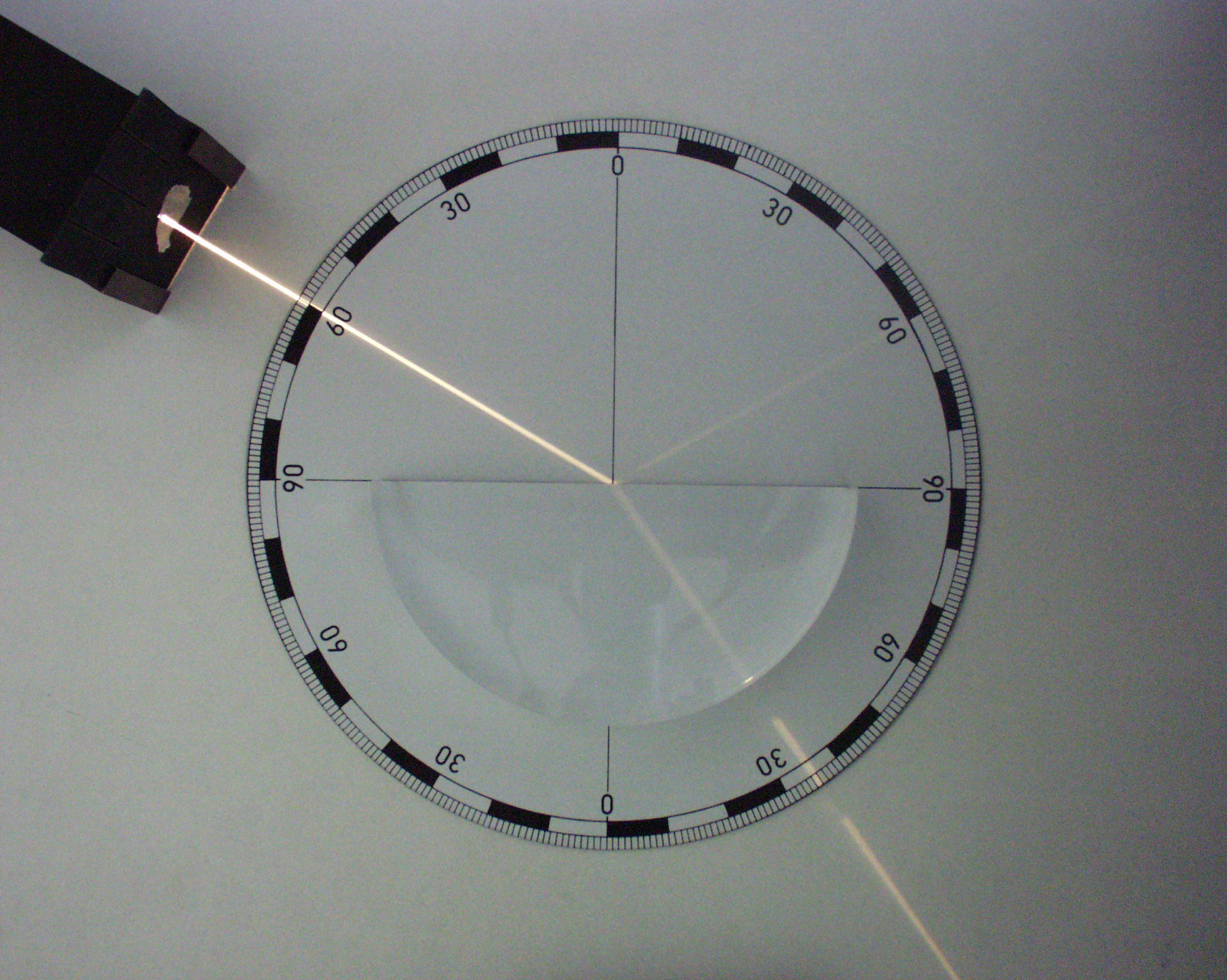
انكسارالضوء وانعكاسه بين وسطين :الهواء و بلكسيجلاس شفاف.
إنكسار:زاوية السقوط : بين الشعاع والسطح ،.
زاوية الانكسار :بين الشعاع المنكسر والسطح..
انعكاس: زاوية السقوط بين الشعاع الساقط والعمودي على السطح،.
وزاوية الانعكاس : بين الشعاع المنعكس والعمودي على السطح.

إذا كان معامل انكسار الوسط الأول أصغر من معامل انكسار الوسط الثاني، أي أن سرعة الموجة في هذا الأخير تقل، مثل المرور من الهواء إلى الماء أو الزجاج، فإن زاوية الانكسار تكون أقل من زاوية السقوط، والعكس بالعكس.

## تاريخ القانون
عثر الإغريقي كلاوديوس بطليموس علاقة ما بين زوايا الانكسار، لكنها كانت غير دقيقة بالنسبة للزوايا الغير صغيرة، كان بطليموس واثقًا من أنه وضع قانونًا تجريبيًا دقيقًا فحاول أن يلفق النتائج لتناسب نظريته. وقام الحسن بن الهيثم في كتابه المناظر بفرصة للتعرف على قانون الانكسار لكنه لم يوفق كليًا. ويعتبر ابن سهل أول من وصف قانون الانكسار وصفًا صحيحًا، وقد اكتشف قانون سنيل عام 1602 عبر توماس هاريوت وعلى الرغم من ذلك فلم ينشر نتائج أبحاثه، وفي عام 1621 وضع ويلبرورد سنيليوس الصيغة الرياضية وظلت الصيغة غير منشورة طيلة حياته، وفي عام 1637 استخدم رينيه ديكارت حساب جيوب الزوايا في بعض مسائل الانكسار، وطبقًا لكلام ديجكستيرهويس فإنه في كتاب (De natura lucis et proprietate) قال إسحاق فوشيوس: ديكارت رأى أوراق سنيل واستخدمها في إثباته، نحن نعرف أن هذه تهمة لا تستحق أن نتهمه بها، لكن تاريخ العلم مليء بهذه التهمة.

## اقرأ أيضا
- انعكاس الضوء
- سرعة الضوء